# Bojongkerta (Warung Kiara)
Bojongkerta is een bestuurslaag in het regentschap Sukabumi van de provincie West-Java, Indonesië. Bojongkerta telt 7688 inwoners (volkstelling 2010).